# Wawne
Wawne – wieś w Anglii, w hrabstwie East Riding of Yorkshire. Leży 9 km na północ od miasta Hull i 257 km na północ od Londynu. W 2001 miejscowość liczyła 878 mieszkańców.